# أناران (حومة بم)
أناران (بالفارسية: اناران) هي قرية تقع في إيران في منطقة مركزية ريفية.